# Amy Archer-Gilliganová
Amy Duggan „Sestra” Archer-Gilliganová (31. října 1873 Connecticut – 23. dubna 1962 Connecticut) byla majitelka domu s pečovatelskou službou a sériová vražedkyně z Windsoru v Connecticutu. Zabila nejméně pět lidí otrávením. Jednou z jejích obětí byl její druhý manžel Michael Gilligan, ostatními byli rezidenti v jejím pečovatelském domě.
Je pravděpodobné, že Amy zavraždila mnohem více osob, jelikož v jejím domě zemřelo celkem 48 osob za nejasných příčin.
Případ zaujal širokou veřejnost a stal se inspirací pro divadelní hru Jezinky a bezinky a pozdější stejnojmenný film Franka Capry.

## Dětství a manželství
Amy E. Duggan se narodila 31. října 1873 rodičům Jamesovi Dugganovi a Mary Kennedyové. Byla devátou z jejich deseti dětí. Navštěvovala školu v Miltonu a od roku 1890 školu New Britain Normal School.
V roce 1897 se Amy provdala za Jamese Archera a téhož roku se jim narodila dcera Mary J. Archer. V roce 1901 se manželé stali opatrovateli Johna Seymoura, staršího vdovce. Nastěhovali se do jeho domu v Newigtonu v Connecticutu. Seymour zemřel v roce 1904. Jeho dědicové přetvořili dům na domov pro seniory a Archerovi zde pracovali jako opatrovníci, platící nájem pro rodinu.
V roce 1907 se Seymourovy dědicové rozhodli dům prodat. Archerovi se přestěhovali do města Windsor a za své úspory si koupili vlastní dům, ze kterého se později stal jejich vlastní domov pro seniory.
James Archer zemřel v roce 1910, zřejmě z přirozených příčin. Oficiální příčinou smrti byla Brightova nemoc. Amy uzavřela pár týdnů před jeho smrtí životní pojistku. Díky tomu měla nadále dostatek financí k provozování domova.
V roce 1913 se Amy provdala za Michaela W. Gilligana, vdovce se čtyřmi dospělými syny. Byl podle všeho v dobrém zdravotním stavu a zajímal se jak o Amy, tak i její domov pro seniory. Nicméně 20. února 1914, pouhé tři měsíce po svatbě, Michael zemřel. Oficiální příčinou úmrtí byl akutní žlučníkový záchvat (jinými slovy těžké zažívací obtíže). Amy byla opět ve velmi dobré finanční situaci, jelikož během jejich krátkého manželství její nový manžel odkázal veškerý svůj majetek jí. Závěť byla později označena za padělek, protože byla zjevně napsána rukopisem odpovídajícímu Amy Archer-Gilliganové.

## Vraždy
V letech 1907–1917 v jejím domě zemřelo 60 lidí. Příbuzní zemřelých začali být podezřívaví k vysokému počtu úmrtí. V letech 1907–1910 zemřelo v jejím zařízení jen 12 lidí, zatímco v letech 1911–1916 jich zemřelo 48. Mezi zemřelými byl i velmi vitální muž Franklin R. Andrews. Dne 29. května 1914 se věnoval práci na zahradě domu. Jeho robustní fyzický stav se během jediného dne zhoršil a večer zemřel. Oficiální příčinou úmrtí byl žaludeční vřed.
Poté, co Andrewsovi sourozenci (včetně Nellie Pierceové) získali některé z jeho dopisů, zaznamenali případy, kdy Amy Archer-Gilligan naléhala na jejich bratra kvůli penězům.
Jak se počet úmrtí začal navyšovat, Nellie Pierceová oznámila své podezření místnímu okresnímu státnímu zástupci, ale ten ji většinou ignoroval. Svůj příběh poslala do novin The Hartford Courant. Dne 9. května 1916 byl zveřejněn první článek o „továrně na smrt“ v podobě domu pro seniory. O pár měsíců později se o situaci začala zajímat policie. Vyšetřování trvalo téměř rok.
Těla Gilligana, Andrewse a dalších třech lidí byla exhumována. Všech pět osob bylo podle pitvy otráveno arsenikem nebo strychninem. Místní obchodníci byli schopni dosvědčit, že Amy nakupovala velké množství arsenu, údajně proto, aby „zabíjela krysy“. Závěť Gilligana byla znovu přezkoumána a bylo zjištěno, že ji Amy zfalšovala, aby získala jeho majetek.
Podle majora Williama Phelpse, autora knihy The Devil's Rooming House, vyšetřování ukázalo, že Amy údajně kupovala arsen, aby zabila velké množství krys. Zdá se však, že nekoupila všechen arsen, který zabil její pacienty. Lékař a někteří její pacienti se přihlásili k nákupu. Vyšetřování se otočilo proti doktoru Kingovi, protože se proti němu hromadily další důkazy, ale podezření se zaměřilo zpět na Amy, když někdo navrhl jasně zkontrolovat všechny záznamy o nákupech arzenu.

## Soudní procesy
Amy Archer-Gilliganová byla zatčena a obviněna z vraždy pěti lidí. Nakonec se jejímu právníkovi podařilo snížit obvinění pouze na jednu osobu, Franklina R. Andrewse. Dne 18. června 1917 ji soud shledal vinnou a byla odsouzena k trestu smrti.
Soudní proces byl znovu obnoven v roce 1919. Při tomto procesu projevila známky šílenství. Její dcera Mary o ní u soudu tvrdila, že je závislá na morfinu. Amy byla znovu shledána vinnou z vraždy, ale tentokrát byl její trest zmírněn na doživotí.

## Smrt
V roce 1924 byla Amy prohlášena za nepříčetnou a z vězení byla přesunuta do nemocnice pro duševně choré v Middletownu v Connecticutu, kde zůstala až do své smrti dne 23. dubna 1962.